# Eriococcus rata
Eriococcus rata är en insektsart som beskrevs av James Mather Hoy 1958. Eriococcus rata ingår i släktet Eriococcus och familjen filtsköldlöss. Inga underarter finns listade i Catalogue of Life.